# FC琉球OKINAWA
FC琉球OKINAWA（エフシーりゅうきゅうオキナワ、英: FC Ryukyu OKINAWA） は、日本の沖縄市を中心とする沖縄県全県をホームタウンとする、日本プロサッカーリーグ（Jリーグ）に加盟するプロサッカークラブ。呼称はFC琉球（エフシーりゅうきゅう）。

## 概要
2003年に創設され、2013年にJリーグ準加盟クラブとして承認、2014年にJリーグに入会した。運営法人は琉球フットボールクラブ株式会社である。クラブ名は沖縄本島を中心に存在した琉球王国に由来している。
現行のエンブレムは、牙を剥くオスのシーサー、頭上には琉球王朝の玉冠が組み合わさったデザインになっている。初代エンブレムの要素を残しつつ、視認性の高いシンプルなデザインへと昇華している。なお、初代エンブレムは、阿吽（「あ」（右）、「うん」（左））の呼吸を表す「対のシーサー」と琉球王国の「王冠」などをモチーフとしていた。
マスコットはジンベーニョである。なお、2009年から2013年までは石垣市出身の元ボクシング世界王者の具志堅用高をモデルとした「ぐしけんくん（仮）」を用いていた。
ホームスタジアムは沖縄市の沖縄県総合運動公園陸上競技場、クラブ事務所は沖縄市安慶田の本社の他に那覇市奥武山町に「那覇事務所」を置く。主な練習場は島尻郡八重瀬町の東風平運動公園サッカー場、中頭郡中城村の吉の浦公園ごさまる陸上競技場、南城市の南城市陸上競技場の3カ所である（詳細は#スタジアム・練習場他を参照）。

## 歴史

### 創設からJFL昇格まで
2003年2月、沖縄初のJリーグ参入を目指すサッカークラブとして創設。沖縄かりゆしFC（九州リーグ）を一斉退団した選手らにより結成された。初代監督に宜野湾市出身の新里裕之が選手兼任で就任。沖縄県社会人サッカーリーグ3部に優勝。同年6月の沖縄県社会人サッカー選手権優勝がクラブにとって初タイトルとなった。
2004年、沖縄県サッカー協会社会人連盟の推薦により県リーグ1部へ飛び級での参入が認められた。監督に元日本代表の与那城ジョージが就任、県リーグ1部で優勝を果たす。九州各県リーグ決勝大会は決勝で有明SC（現：V・ファーレン長崎）を破って優勝した。さらに天皇杯に初めて出場し、初勝利も挙げた。
2005年、九州サッカーリーグは2位。全国社会人サッカー選手権大会は2回戦で敗れたが、第29回全国地域リーグ決勝大会で優勝。その後、日本フットボールリーグ（JFL）入会が承認され、沖縄県のサッカークラブとして初の全国リーグ参戦となった。

### 2006年 - 2013年（JFL）
2006年
7月、元U-23日本代表の石川康がゼネラルマネージャーに就任した。リーグ戦は14位の成績であったが、「ベストサポーター賞」を受賞した。シーズン終了後に与那城が監督を退任した。
2007年
Honda FC元監督の吉澤英生が監督に就任した一方で、6月に石川がGMを退任。リーグ戦は降格圏内の17位で終えたが、レギュレーション変更によりJFLに残留した（詳細は第9回日本フットボールリーグ#レギュレーション変更を参照）。シーズン終了後に吉澤が監督を退任した。
2008年
日本代表元監督のフィリップ・トルシエが総監督、ブルキナファソ代表元監督のジャン＝ポール・ラビエが監督に就任。元日本代表の山下芳輝が加入した。1月にJリーグ準加盟申請を行ったが、同2月19日に開かれた社団法人日本プロサッカーリーグの理事会において、運営体制の未確立、スタジアム等設備条件の不備を理由に認められなかった。リーグ戦は入れ替え戦圏内の16位で終えたが、昨年同様レギュレーション変更によりJFLに残留した（詳細は第10回日本フットボールリーグ#レギュレーション変更を参照）。シーズン終了後にラビエが監督を退任した。
2009年
1月、初代監督でコーチの新里裕之が監督に就任。リーグ戦は、入れ替え戦圏内の16位で終えたが、レギュレーション変更によりJFLに残留した（詳細は第11回日本フットボールリーグ#レギュレーション変更を参照）。12月、株式会社琉球スポーツキングダムから榊原信行率いる株式会社沖縄ドリームファクトリーへ経営権が譲渡された。
2010年
新里体制2年目。リーグ戦は10位。天皇杯は2回戦で千葉に敗北。
2011年
新里体制3年目。山下など6人が退団した一方、元日本代表の我那覇和樹など6人が入団した。2月に申請していたJリーグ準加盟の審議が行われたが、継続審議扱いとなった。リーグ戦は、開幕から11試合の成績が全チーム中トップとなり、天皇杯のJFLシード権を獲得した。最終成績は9位。天皇杯は2回戦（初戦）で愛媛に敗北。シーズン終了後に新里が監督を退任した。
2012年
監督に鳥取元監督の松田岳夫が就任。リーグ戦は5月20日のSAGAWA SHIGA FC戦の勝利以降ホームで勝てなくなり、10月27日のホンダロックSC戦の勝利まで7試合ホーム未勝利となった。順位は前年と同じく9位。松田がシーズン終了後に監督を退任した。
2013年
監督にAC長野パルセイロ元監督の薩川了洋が就任した。9月、株式会社沖縄ドリームファクトリーから琉球フットボールクラブ株式会社へクラブの運営が移管された。9月17日にJリーグ準加盟クラブとして承認。11月19日に日本プロサッカーリーグ（Jリーグ）の理事会でJリーグへの入会が承認され、2014年からのJ3リーグ参加が決定、沖縄初のJリーグ参入クラブが誕生した。リーグ戦の順位は11位。

### 2014年 - 2018年（J3）
2014年
クラブスローガン ：「J3元年 誰も見たことのない未来へ 今までじゃない 今からだ」
薩川体制2年目。我那覇和樹が讃岐へ完全移籍するなど、半数以上の22人が契約満了により退団。年間成績は9位。
2015年
クラブスローガン ：「島魂」（とうこん）
薩川体制3年目。河端和哉ら10人が契約満了により退団した。新たに14人の選手が新加入したが、年間成績は昨年同様9位だった。シーズン途中には、國學院久我山高校サッカーの監督を務めていた李済華がGMに就任。シーズン終了後に監督の薩川、コーチの小湊隆延が退任した。なお、10月のJリーグ理事会で、J3クラブライセンスがクラブの財務面の状況をより精査する必要がある、との理由で継続審議となった。その後、11月17日開催の理事会で2016年度のJ3ライセンスが交付された。
2016年
クラブスローガン ：「全力琉球」
アカデミーダイレクター兼U-15監督を務めていた金鍾成が監督に就任。中山悟志が引退するなど前年所属選手の3分の2以上にあたる19人が退団した。一方で藤枝から昨年の正GK朴一圭、東北1部・FCガンジュ岩手から濱田克大が完全移籍で加入。外国籍選手としてフアン、パブロ、レオナルドを獲得、高校生2人、大学生6人の新卒選手を獲得した。年間成績は12勝8分10敗の8位でJ3加入後初の勝ち越し。
2017年
クラブスローガン ：「琉球流蹴球」
金鍾成体制2年目。田中恵太（水戸へ移籍）など9人が退団。一方でカン・ジュガン（関東1部・VONDS市原FCから）、玉川由（関東2部・エスペランサSCから）、崔炳吉、キム・ヒョンボムが完全移籍で加入。その他、名倉巧を含めた大学生5人が入団。平均年齢22.6歳になった。キャプテンは、在籍4年目で最年長のMF藤澤典隆が務めた。また、7月17日に水戸から田中恵太が期限付き移籍で加入（半年ぶりの復帰）、同月18日には北澤豪がクラブアンバサダーに就任。8月9日にスペインでのプレー経験を持つ中川風希が加入した。
運営会社の代表に、筆頭株主で、前年までのオフィシャルサプライヤーだった「mitre」の日本代理店・イミオの代表取締役である倉林啓士郎が就任した。また、オフィシャルサプライヤーはこの年からイミオのオリジナルブランドである「sfida」に変更された。
開幕戦は栃木と引き分け。第7節以降は、引き分けを挟み、第18節の長野戦で敗れるまで、10試合無敗を記録。前半の17試合は6勝7分4敗の8位。後半戦はなかなか連勝が続かなかったが、最終成績は13勝11分8敗、勝ち点は50。過去最高の6位で終えた。天皇杯は1回戦でJFLのFC今治にPK戦で敗れた。
9月26日に初めてJ2ライセンスが交付された。
ホーム戦での勝率は38％（アウェーは44％）。引き分けが11試合、2連勝は3度だけで3連勝以上がなかった。観客動員では、フロント、選手やスタッフを含めた地道な集客活動もあり、ホーム戦の平均入場者数は2,508人で昨季より約千人増加。スポンサーにおいても、2016年度の56社から130社（2017年8月末時点）に増加した。
2018年
クラブスローガン ：「琉球昇竜」
金鍾成体制3年目。藤澤典隆（鹿児島）、田辺圭佑（熊本）、才藤龍治（富山）、前田央樹（北九州）といった、これまでチームの軸として活躍した主力選手らが去った一方で、新卒ルーキー4名の他、藤枝から前シーズン13得点を挙げたFW枝本雄一郎、U-23北朝鮮代表MF金成純、YS横浜からMF小松駿太、大宮から元日本代表のFW播戸竜二、ノルウェーからFWカルボン・ファーデルが加入した。
1月18日には早稲田ユナイテッドとの新たな包括的業務提携の締結、2月6日にはFC琉球高等学院の4月開校、4月24日にはプロ卓球リーグTリーグに参加する琉球アスティーダとの包括協定締結、同月27日には同じく沖縄県を拠点とする、プロビーチサッカークラブソーマプライアとの包括協定締結が発表された。7月22日には、eスポーツチーム「FC琉球」の発足が発表された。
序盤は第5節から4戦勝ち無し（1分3敗）を喫するが、第9節でG大阪U-23で5試合ぶりの白星を挙げると、そこから10試合無敗（7勝3分）となり、第17節に首位に浮上。第19節終了時点で10勝5分3敗の勝点35、首位をキープして夏場の1ヶ月の中断期間へ入ることになった。
中断開けの後半戦では、第23節G大阪U-23に0-2で敗れ、14試合ぶりの黒星を喫したものの、続く鹿児島・沼津との上位対決で、いずれも安定した試合運びで勝利。11月3日、第30節群馬戦を4-2で勝利し、4節・3試合を残してクラブ創設15年目、J3参入5年目にして初のJ3優勝・J2昇格を果たした。4節・3試合残しての優勝・昇格決定はJ3リーグ最速（当時）となった。ホームゲーム最終戦となる第33節相模原戦に5-1で勝利し、ホームゲーム7連勝、かつJ3リーグでは初、全カテゴリー通算でも2006年J1で浦和が達成して以来2例目となるホームゲーム年間無敗（12勝4分）でシーズンを終えた。シーズン終了後、金鍾成が監督を退任した。天皇杯は1回戦でFC今治にPK戦で敗れた。

### 2019年 - 2022年（J2）
2019年
クラブスローガン ：「琉球襲来」
前YS横浜監督の樋口靖洋が監督に就任。朴一圭（横浜FM）、富樫佑太（岐阜）、枝本雄一郎（鹿児島）、瀧澤修平（水戸）、朴利基（高知ユナイテッドSC）が移籍、屋宮大地（引退）、播戸竜二などが退団した。
一方、田中恵太（水戸・レンタル移籍含め3度目の在籍）、ダニー・カルバハル（水戸）、福井諒司（水戸）、岡﨑亮平（湘南）、新井純平（横浜FC）、西河翔吾（栃木）、鈴木孝司（町田）、風間宏希（群馬）などJ1またはJ2在籍経験のある選手、上里一将（熊本）、上原慎也（愛媛）の沖縄出身選手などが移籍加入したほか、2017年に特別指定選手として在籍・出場経験のある儀保幸英など5人が大学・高校から新加入した。更に琉球U-18から4選手が昇格した。
2019年4月26日に行われた第6回定時株主総会ならびに取締役会で、「J1ライセンス取得」そして「J1昇格」の目標に向けて更なる経営力強化に向け、二人代表制を採用。6月1日付で代表取締役社長の倉林が取締役会長となり、取締役（事業統括）の三上が代表取締役社長に、同じく取締役（強化部統括）の廣﨑が代表取締役副社長兼スポーツダイレクターに就任することになった。
2019年6月27日、エアトリ（旧商号：エボラブルアジア）より投資を受け、資本業務提携を発表。
シーズン開幕4連勝を達成し、さらに前シーズンから続いていた「ホーム試合連続負け無し」をJリーグ記録更新まで継続するなど好調が続いたが、一方でシーズン開幕直後に中川風希（横浜FM）、シーズン中盤の移籍期間に鈴木孝司（C大阪）、和田凌（鹿児島）、増谷幸祐（岡山、期限付き移籍）が移籍し、中盤戦では連敗が続く時期もあった。その後はシーズン途中で獲得した小野伸二（札幌）、鳥養祐矢（山口）、風間宏矢（岐阜、期限付き移籍）、山田寛人（C大阪、育成型期限付き移籍）などがフィットし成績が向上、J2初年度を13勝10分19敗の14位で終えた。
2020年
クラブスローガン ：「REVIVE -琉球再興!-」
樋口体制2年目。開幕前には、田口潤人、タヴァレス、李栄直、沼田圭悟、知念哲矢、鈴木大誠、山口和樹、池田廉、イ・チソン、茂木駿佑、阿部拓馬、人見拓哉が加入。
シーズンでは、開幕以降9試合は勝てない状況が続いた。シーズン後半では、持ち前の攻撃力が発揮し、守備を持ち直しながら徐々に調子を上げていった。中でも攻撃力は、リーグ6位の58得点であり、そのうちの39得点は後半の時間帯によるもので、うち18点が残り15分以降のゴールであった。このほか、失点数は61失点で、昨季のリーグ最下位の80点から改善した。順位は昨季より下げ、14勝8分20敗の16位で終えた。
シーズン途中、小川淳史が代表取締役社長に新たに就任。このほか、市丸瑞希がG大阪から期限付き移籍で加入した。シーズン終了後には、小野伸二の退団、小泉佳穂の浦和への完全移籍が発表された。
2021年
クラブスローガン ：「FORWARD -琉球進撃-」
樋口体制3年目。開幕前には、上原牧人、山下令雄、村瀬悠介、清武功暉、澤田将、清水慎太郎、赤嶺真吾が加入。また、中川風希が1年半ぶりに京都から期限付き移籍で加入、ハモンが鳥取から復帰。G大阪から期限付き移籍で加入していた市丸瑞希が、クラブに完全移籍で加入した。このほか、シティチョーク・パソがチョンブリーFCから期限付き移籍で加入した。
シーズン前半戦では、ボール保持を高めながら攻撃のチャンスを数多くつくる戦術を軸に、暫定首位に立つこともあるなど優勝争いに絡んでいた。しかし、シーズン後半戦に入ると徐々に失速し、第28節から第34節までの7試合を1分6敗の成績で順位を8位まで落としたことから、10月20日に樋口靖洋との契約を解除。代わってヘッドコーチを務めていた喜名哲裕が監督に就任し、リーグ戦残り8試合の指揮を執ることになった。最終的に18勝11分13敗で9位となったものの、J2としての最上位でシーズンを終えた。
2022年
クラブスローガン「ONE RYUKYU 〜琉球一心〜」
喜名体制2年目。開幕前には、福村貴幸、中川創、大森理生、中野克哉、大本祐槻、武沢一翔、野田隆之介、草野侑己が加入。
昨シーズン行われていた戦術から変更を図り、「即時奪回」、「速攻」、「サイド攻撃」を掲げてシーズンを迎えた。第4節アウェー山口戦でシーズン初勝利を挙げたものの、続く第5節から10試合連続勝利なしで、第6節にはJ3降格圏の21位、第10節には最下位に転落。第16節にホーム初勝利を挙げると同時にシーズン初の連勝を果たし、第17節ホーム甲府戦には引き分けにより一旦20位浮上した。しかし、次節の敗戦で再び21位に転落。その後、4戦勝利なしで再び最下位転落した第20節終了後、6月8日に喜名を監督から解任し、ヘッドコーチの倉貫一毅が監督として暫定的に指揮を執ることとなった。6月12日、スペイン人でバレンシアCF前ヘッドコーチのナチョ・フェルナンデスの新監督就任が発表された。
シーズン途中、社長・取締役を務めていた小川淳史が2年間の任期満了で退任し、倉林啓士郎が代表取締役会長と兼任する形で社長に復帰。新たに執行役員制度を導入した。また8月6日には、島尻郡八重瀬町に練習拠点となる「八重瀬町スポーツ観光交流施設」が完成。このほか、ケルヴィン、アレックス・バレラ、サダム・スレイ、加藤恒平が加入した。
フェルナンデスの監督就任後、失点のリスクを減らすため、クロスボールによる攻撃、ロングボールを放り込む戦術を徹底した。就任直後2試合は連敗したものの、続く5試合は2勝3分で乗り切った。しかし、阿部拓馬の負傷を機に得点力が落ち、勝利を積み重ねられないまま、降格圏の21位以下から一度も抜け出せない状況が続いた。そして10月16日、J2第41節のアウェイ千葉戦で逆転負けを喫し、最終節を残して降格圏内となるリーグ戦21位以下が確定した。同月19日、フェルナンデスの監督のシーズン一杯での退任を発表。最終節は勝利し、21位でシーズンを終了。J2リーグシーズン終了後の10月25日、まだ4節を残すJ3リーグにおいて翌年J2昇格の可能性を残す全チームにJ1もしくはJ2ライセンスが交付されることが決定し、J2在籍4シーズンでJ3に降格することが確定した。シーズン全体を通し、1点差で敗れた試合数は14にのぼり、引き分けはリーグ5位の13試合。互角の試合展開に持ち込みながら、カウンターからの失点などで勝ちきれなかったことが響いた。

### 2023年 - （J3）
2023年
クラブスローガン「ONE OKINAWA No.1へ、J1へ。沖縄に勝利と成長を。」
ヘッドコーチの倉貫一毅が監督に昇格。開幕前には、森侑里、牟田雄祐、白井陽斗、岩本翔、荒木遼太、平松昇、高安孝幸、森田凜、ジョン・ジワン、山内舟征、津覇実樹、チョ・ウンス、藤原志龍、鍵山慶司が加入。
第1節八戸戦、第2節岩手戦のホーム2連戦を連勝するも、二度の3連敗もあり第10節終了時点で17位と低迷。5月15日、倉貫を監督から解任した。今シーズンからスポーツダイレクター補佐としてチームに復帰していた喜名哲裕が暫定監督を務め、6月14日には正式に監督に就任した。その後、連勝、連敗を繰り返し、前半戦を14位で折り返す。
夏の移籍期間には寺阪尚悟、岡澤昂星が加入。
後半戦もチーム状態は上向かず、第20節から第26節の7試合で1勝1分5敗と苦境が続き、順位も18位と低迷する中、9月15日には喜名が監督を辞任。新監督として、6月まで鳥取の監督を務めた金鍾成が、2018年以来6年ぶりに就任。最終順位は17位。
10月26日、翌年1月1日からクラブ名を「FC琉球OKINAWA」へ変更すると発表した。これに併せて、新たなエンブレムやロゴマーク、シンボルマークも発表された。これはクラブ発足から20周年を機に、「次の10年は沖縄を強くし、沖縄の誇るクラブとなり、沖縄からアジアへ」目指すクラブをコンセプトとして、世界的にも通用する「OKINAWA」ブランドの下で、サッカーの垣根を超えたブランド展開を図ることを念頭に置いたものである。なお、呼称は「FC琉球」のままで変更はない。しかし、新エンブレムに対してはサポーターらに事前説明の無い発表に不満の声や反対の意見が多く出たため、後日に使用スケジュールの見直しを発表した。
また同日、関東地方に本拠地を置く都道府県リーグ所属の4クラブ（東京都社会人サッカーリーグ1部・SHIBUYA CITY FC、神奈川県社会人サッカーリーグ1部・品川CC横浜および鎌倉インターナショナルFC、千葉県社会人サッカーリーグ1部・房総ローヴァーズ木更津FC）と業務提携を締結した。FC琉球から選手・スタッフ・スカウティングの交流・連携（育成型期限付き移籍等を含む選手の移籍、コーチ・チームスタッフの交流などによるトップチーム強化、沖縄でのキャンプや練習試合・サッカー教室の実施など）による連携を図っていくとしている。
11月9日、クラブプロパティの使用スケジュールについて一部見直しを行い、2025シーズンに向けたリブランディングプロジェクトの再始動を決定したと発表。「クラブ名称」、「ロゴ」、「シンボルマーク」は、2023年10月26日付けで公表済みの新名称およびデザインを使用し、「エンブレム」については現行デザインを新クラブプロパティにカラーリング統一した上で、2024シーズンのクラブエンブレムとして使用する。使用開始は2024年1月1日から。なお、2025シーズンに向けて、ファン・サポーターやステークホルダーと対話を重ねながら、よりオープン化した形で新エンブレムの制作を含めたリブランディングプロジェクトを再始動するとした。
2024年
クラブスローガン「Rewind 琉球昇竜」
金体制2年目。オフでは、12人が新加入。増谷幸祐、岩渕良太の出戻り、鈴木順也の加入のほか、横浜FCから六反勇治の期限付き移籍加入などで戦力を整えた。オフでの選手入れ替えで、所属選手29人のうち20人が25歳以下となり、クラブの平均年齢は25.1歳で大きく若返った。開幕前では昨シーズンで掲げた、パスワークで終始ボールを握り続けて畳みかける攻撃的サッカーの浸透に努めた。
シーズン前半戦では19試合を、7勝6分け6敗の10位（勝ち点27）で折り返した。後半戦に入ると、J2昇格プレーオフ進出の可能性を残しつつ、第35節終了時点で12勝10分13敗の14位（勝ち点46）に位置付けていた。J2昇格プレーオフ出場圏内の6位とは、残り3試合で勝ち点5差となっていた。11月5日、金鍾成監督がシーズン終了をもって退任することを発表。同月10日、第36節の結果を受け、6位以内のPO圏内に入ることは不可能となり、J2昇格への可能性は消滅。2024シーズンの最終順位は14位で終えた。一方、シーズン集客数は前年比で30％アップした。同月24日、2025シーズンより使用する新エンブレムおよびクラブプロパティ、平川忠亮の監督就任を発表した。
12月5日、2017年から代表取締役を務めた倉林啓士郎代表取締役の退任を発表。同月18日、監督就任記者会見が行われた。

## タイトル・表彰

### リーグ戦
- J3リーグ：1回
  - 2018年
- 沖縄県社会人サッカーリーグ1部：1回
  - 2004年
- 沖縄県社会人サッカーリーグ3部北：1回
  - 2003年

### カップ戦他
- 全国地域サッカーチャンピオンズリーグ：1回
  - 2005年 (第29回)
- タイムス杯争奪沖縄県サッカー選手権大会（兼天皇杯沖縄県予選）：12回
  - 2004-2005、2009-2018

### 個人
- J2リーグ
  - 月間MVP
    - 2019年2月・3月：鈴木孝司

  - 月間ベストゴール
    - 2020年11月：阿部拓馬
- J3リーグ
  - 優勝監督賞
    - 2018年：金鍾成

  - 最優秀ゴール賞
    - 2023年：白井陽斗
- 日本フットボールリーグ
  - 得点王
    - 2012年：高橋駿太 (20得点)

### その他表彰
- J2フェアプレー賞：2回
  - 2019年、2020年
- J3フェアプレー賞：1回
  - 2018年

## 下部・関連組織
育成組織として以下のチームを保有する。
- FC琉球U-18
- FC琉球U-15宜野湾
- FC琉球U-15那覇
- FC琉球U-12

また、2018年には、Jリーグのクラブとしては初めてとなる学校「FC琉球高等学院」を設立した。通信制高校の鹿島朝日高等学校（学校法人鹿島学園運営）と提携し、同校の高等学校卒業資格を得られるとしている。なお、堀江貴文が設立したサポート校「ゼロ高等学院」はFC琉球高等学院を参考にしたという。

## スタジアム・練習場他

### ホームスタジアム
ホームスタジアムは沖縄市の沖縄県総合運動公園陸上競技場である。2014年までは同じ沖縄市の沖縄市陸上競技場を主たるホームスタジアムとして、複数のスタジアムを使用していた。過去のホームゲーム開催スタジアムはFC琉球の年度別成績一覧#年度別入場者数を参照のこと。
なお、沖縄県は那覇市沖縄県営奥武山公園の敷地内にある陸上競技場の敷地を改修し、J1リーグ昇格基準である15,000人以上収容を充足する2万人程度収容の専用球技場建設計画を予定している。

### 練習場
主な練習場は島尻郡八重瀬町の東風平運動公園サッカー場、中頭郡中城村の吉の浦公園ごさまる陸上競技場、南城市の南城市陸上競技場の3カ所である。
2019年6月17日、八重瀬町は同町役場で会見を開き、J1ライセンス取得に必要となる施設を備えた練習拠点を、具志頭運動公園陸上競技場に置くと発表した。県の事業により、2023年に沖縄県営奥武山公園内にJ1規格のスタジアムが開業する予定で、クラブ側はスタジアムと同じ沖縄本島南部に位置する八重瀬町と協力し、クラブハウスや専用練習場を整備することを決めた。同町スポーツ振興課によると、両者は今後も協議を重ね、具体的な整備について検討していく。三上社長（当時）は「ライセンス取得は選手のモチベーションアップにつながる。沖縄を熱狂させたい」「地域社会に貢献していきたい。熱狂をつくり、沖縄のアイデンティティーを高めるクラブを目指す」と述べ、新垣安弘町長は「町は少年サッカーが盛んで、県のスタジアム計画がある那覇とも近い。地元のクラブがJ1を目指していけば、県全体が盛り上がる。町も一緒になって夢を追いながら機運を盛り上げたい」と語った。
その後、八重瀬町は具志頭運動公園陸上競技場の跡地を活用して、サッカーグラウンド（1万800平方メートル）、クラブハウス（640平方メートル）、大型普通自動車が250台駐車可能な駐車場（1万1000平方メートル）を整備する計画を明らかにした。2020年度から敷地の測量に入り、2021年度内に工事を終えて、22年度の運用開始を目指す。クラブハウスのうち、クラブ専用となる部分はクラブ側の負担で整備し、公園内にある既存の管理棟も改修する。なお、グラウンドやクラブハウスの総事業費は、およそ10億円規模になるとみられている。
そして2022年8月6日、J1ライセンスの規格を満たす練習拠点「八重瀬町スポーツ観光交流施設」が完成。完成に先立ち、八重瀬町と同施設に関する協定締結式が行われた。総事業費はおよそ14億5,000万円。施設面積は約3万6,000平方メートルであり、天然芝のサッカーコート、人工芝のフットサル場のほか、管理棟には選手専用のロッカールーム、トレーニング室などが備えられている。

## ユニフォーム

### クラブカラー・ユニフォーム
- 2003年 - 2023年   ベンガラ[1]
- 2024年 -    ベンガラ[1]

伝統ある琉球文化を継承し、熱く燃える闘争心を表す。
2024年からのリブランディングに合わせて、首里城正殿のイメージと熱く燃える闘争心をより鮮明に表現するため、ベンガラがこれまでのカラーから明るいものとなった。
- 2017年

ニューヨークで活動する現代アーティストのナマイザワクリスと、2017年よりFC琉球のクリエイティブディレクターに就任した吉田ロベルトによる共同デザイン。アメリカと融合した独自の文化をもつ沖縄の文脈を、ジーンズをモチーフにしたデザインへ表現している。
- 2018年

2017年と同様、吉田ロベルトによるデザイン。1st（ホーム）は、クラブカラーである深みのある赤色＝ベンガラ色（琉球血色）であり、伝統ある琉球文化を継承し、熱く燃える闘争心を表現。2nd（アウェー）は、沖縄の澄んだ海と空の色をナチュラルブルーで表現。ボーダーで入るグラフィックは、沖縄伝統の琉球紅型からインスパイアされ、2017シーズンに引き続き現代アーティスト「ナマイザワクリス」による作品を使用。肩には、沖縄の守り神であるシーサーが対になり、勝利を呼び込み決して離さないことを象徴している。
- 2019年

2018年と同様、吉田ロベルトが「OKINAWAMADE／オキナワメイド」をコンセプトに、躍動感ある沖縄の守り神「シーサー」と琉球王朝の時代から現在の沖縄に伝わる伝統柄「ミンサー」を随所に取りいれ、「沖縄らしさ」をストレートに表現。「琉球魂／ウチナースピリット」を落とし込んでいる。
- 2020年

2018・2019年と同様、吉田ロベルトが沖縄を代表する伝統的な「琉球紅型」とカモフラージュ・ダズル迷彩をミックスし、オリジナリティ溢れる迷彩柄とした。えり裏には「PRIDE OF RYUKYU」の文字が入る。
第37節東京V戦と第38節金沢戦では、COVID-19感染拡大を食い止める医療従事者への感謝と敬意を込めて、ユニフォームカラーをブルーに変えたチャリティーユニフォームを着用。クラブとしてのユニフォームではなく「新型コロナウイルスからの勝利を信じ、沖縄県の復興を願う全ての人」と位置付け、CAMPFIREの「GoodMorning」を通じての購入で社会貢献活動を呼び掛けた。
- 2021年

ホームは、ベンガラ色（琉球血色）をベースに、シーサーの柄をユニフォームの背と胸に配したデザインであり、えり裏には「PRIDE OF RYUKYU」の文字を記載。アウェイは、海と空のイメージするアクアスカイをアクセントとしたカラーをベースに、シーサーの柄をゴールドのライン内に表現。ホーム同様、えり裏には「PRIDE OF RYUKYU」の文字を記載している。
- 2022年

ホームは、ベンガラ色（琉球血色）をベースに、シャツの襟裏に『We Are #1 May The Luck Be With Us』（No.1になれる。我々にはそのLUCKが舞い降りるんだ）と記載。また、「Pride of Ryukyu」の文字ととミンサー柄を左腕へプリント。シーサー柄をシャツ・ショーツの上下着用時に大きく表現されるようにしている。
- 2023年

チームスローガン「ONE OKINAWA」をミンサー柄と共に襟裏へプリントで施し、いつの世までも、1つの沖縄で闘う!とのメッセージを発信。勝利を呼び込むシーサーの開いた口「あ」、掴んだ勝利を離さない閉じた口「うん」の柄を琉球を応援する全ての人々の想いを表現。さらに沖縄県全体をシャツ背面に配置、チーム・選手を強く後押しする意味を込めている。
- 2024年

「#FR2」（株式会社せーの）がユニフォームデザインを担当。沖縄島の地図とシーサー、ハイビスカスを取り入れ、沖縄の文化と自然を表現したデザインとしている。
- 2025年

首里城の「御庭（うなー）」を上空から見た景色をデザインしたもの。たすき状の斜めのラインは御庭の中央にある「浮道（うきみち）」を表現している。また、胸スポンサーについては「期限付き胸スポンサー」制度を導入し、月単位でスポンサーを募集することになった。

### ユニフォームスポンサー
| 掲出箇所   | スポンサー名               | 表記                                                        | 掲出年                   | 備考 |
| 胸         | カヤック                   | 面白法人                                                    | 2025年 -                 | 一般販売用・期限付きスポンサーが無い場合（2025年4月・5月2nd）                                                   |
| 胸         | 野嵩商会                   | IMA DAKE DESUKARA! UNION                                    | 2025年2・3月             | 期限付きスポンサー                                                                                              |
| 胸         | 太陽グループ               | 万博サウナ TAIYO TSUBOMI                                    | 2025年5月                | 期限付きスポンサー、1stのみ                                                                                     |
| 胸         | でらゲー                   | でらゲー                                                    | 2025年6・7月             | 期限付きスポンサー                                                                                              |
| 鎖骨左     | カヤック                   | にょ!                                                       | 2024年 -                 | 一般販売用・期限付きスポンサーが無い場合（2025年4月・5月2nd）                                                   |
| 鎖骨左     | 野嵩商会                   | （UNIONマスコットキャラクター 「ユニポン」のイラスト）      | 2025年2・3月             | 期限付きスポンサー                                                                                              |
| 鎖骨左     | 太陽グループ               | （万博サウナ「太陽のつぼみ」のロゴ）                        | 2025年5月                | 期限付きスポンサー、1stのみ                                                                                     |
| 鎖骨左     | でらゲー                   | （『メテオアリーナ』キャラクター 「ほしのすけ」のイラスト） | 2025年6・7月             | 期限付きスポンサー                                                                                              |
| 鎖骨右     | カヤック                   | （「ジンベーニョ」 のイラスト）                             | 2024年 -                 | 2024年は 「うむさん法人」 表記                                                                                  |
| 背中上部   | カヤック                   | UNKO MUSEUM 沖縄                                            | 2025年 -                 | |
| 背中下部   | 日本トランスオーシャン航空 | JTA                                                         | 2016年 - 2019年 2022年 - | 2012年 - 2013年・2020年 - 2021年は袖 2014年はパンツ前面 2012年 - 2013年は「JTA 日本トランスオーシャン航空」表記 |
| 袖         | 仲本工業                   | 仲本工業                                                    | 2023年 -                 | |
| パンツ前面 | 琉球銀行                   | 琉球銀行                                                    | 2016年 -                 | |
| パンツ背面 | 那覇鋼材                   | 那覇鋼材                                                    | 2025年 -                 | |

### ユニフォームサプライヤーの遍歴
- 2003年：アシックス
- 2004年 - 2005年：ゴリラ
  - 2004年は500円のTシャツに背番号を貼り付けたユニフォームであった[5]。
- 2006年 - 2007年：キングダム（クラブオリジナルのブランド名）
- 2008年：カッパ
- 2009年 - 2010年：エレア
- 2011年 - 2012年：エーライン
- 2013年 : グランドスポート
- 2014年 - 2016年：マイター
- 2017年 - 現在：スフィーダ

### 歴代ユニフォーム
| FP 1st      |      |      |             |      |
| 2003        | 2004 | 2005 | 2006 - 2007 | 2008 |
| 2009 - 2010 | 2011 | 2012 | 2013        | 2014 |
| 2015        | 2016 | 2017 | 2018        | 2019 |
| 2020        | 2021 | 2022 | 2023        | 2024 |
| 2025 -      |      |      |             |      |
|             |      |      |             |      |

| FP 2nd      |      |             |      |      |
| 2006 - 2007 | 2008 | 2009 - 2010 | 2011 | 2012 |
| 2013        | 2014 | 2015        | 2016 | 2017 |
| 2018        | 2019 | 2020        | 2021 | 2022 |
| 2023        | 2024 | 2025 -      |      |      |
|             |      |             |      |      |

| FP Other                |                           |                           |          |                                                           |
| 2011 3rd                | 2020 · チャリティー       | 2021 3rd                  | 2022 3rd | 2022 · 首里城再建支援 · チャリティマッチ · 沖縄レジェンド |
| 2023 · 3rd · 20周年記念 | 2024 · 3rd · ジンベーニョ | 2025 · 3rd · ジンベーニョ |          |                                                           |
|                         |                           |                           |          |                                                           |

### 歴代ユニフォームスポンサー表記
| 年度 | 箇所                                                                                           | 箇所 | 箇所                                                                             | 箇所                         | 箇所                                 | 箇所                           | 箇所                             | 箇所                        | サプライヤー |
| 年度 | 胸                                                                                             | 鎖骨左 | 鎖骨右                                                                           | 背中上部                     | 背中下部                             | 袖                             | パンツ前面                       | パンツ背面                  | サプライヤー |
| 2003 | - / いこうよ! おいでよ!沖縄                                                                    | 解禁前 | 解禁前                                                                           | -                            | 解禁前                               | -                              | -                                | 解禁前                      | asics        |
| 2004 | transcosmos people & technology                                                                | 解禁前 | 解禁前                                                                           | 一撃必殺 Team Fumitake       | 解禁前                               | -                              | -                                | 解禁前                      | Grira        |
| 2005 | transcosmos people & technology                                                                | 解禁前 | 解禁前                                                                           | 一撃必殺 Team Fumitake       | 解禁前                               | BLUE SEAL                      | -                                | 解禁前                      | Grira        |
| 2006 | transcosmos people & technology                                                                | 解禁前 | 解禁前                                                                           | 一撃必殺 Team Fumitake       | 解禁前                               | -                              | -                                | 解禁前                      | KINGDOM      |
| 2007 | transcosmos people & technology                                                                | 解禁前 | 解禁前                                                                           | -                            | 解禁前                               | 沖縄OKINAWA TIMES タイムス     | 琉球 酒豪伝説                    | 解禁前                      | KINGDOM      |
| 2008 | -                                                                                              | 解禁前 | 解禁前                                                                           | -                            | 解禁前                               | 沖縄OKINAWA TIMES タイムス     | trans cosmos people & technology | 解禁前                      | Kappa        |
| 2009 | - / ニコニコ動画 NICO NICO DOUGA                                                               | 解禁前 | 解禁前                                                                           | -                            | 解禁前                               | PEUGEOT                        | trans cosmos people & technology | 解禁前                      | erreà        |
| 2010 | -                                                                                              | 解禁前 | 解禁前                                                                           | ニコニコ動画 NICO NICO DOUGA | 解禁前                               | PEUGEOT                        | trans cosmos people & technology | 解禁前                      | erreà        |
| 2011 | - / やっぱり いいね おきなわ OKINAWA                                                           | 解禁前 | 解禁前                                                                           | ニコニコ動画 NICO NICO DOUGA | 解禁前                               | PEUGEOT                        | -                                | 解禁前                      | A-LINE       |
| 2012 | Goo                                                                                            | 解禁前 | 解禁前                                                                           | ニコニコ動画 NICO NICO DOUGA | 解禁前                               | JTA 日本トランスオーシャン航空 | -                                | 解禁前                      | A-LINE       |
| 2013 | Goo                                                                                            | 解禁前 | 解禁前                                                                           | niconico                     | 解禁前                               | JTA 日本トランスオーシャン航空 | -                                | 解禁前                      | GRANDSPORT   |
| 2014 | Goo                                                                                            | 解禁前 | 解禁前                                                                           | SENON                        | 解禁前                               | -                              | JTA                              | 解禁前                      | mitre        |
| 2015 | Goo                                                                                            | 解禁前 | 解禁前                                                                           | SENON                        | 解禁前                               | -                              | -                                | 解禁前                      | mitre        |
| 2016 | -                                                                                              | 解禁前 | 解禁前                                                                           | -                            | JTA                                  | - / 酒豪秘伝                   | 琉球銀行                         | 解禁前                      | mitre        |
| 2017 | RYUBO                                                                                          | 解禁前 | 解禁前                                                                           | SENON                        | JTA                                  | 酒豪秘伝                       | 琉球銀行                         | 解禁前                      | sfida        |
| 2018 | セノン                                                                                         | HASEKO | 那覇鋼材                                                                         | - / AO.SHOP                  | JTA                                  | 酒豪秘伝                       | 琉球銀行                         | 解禁前                      | sfida        |
| 2019 | セノン                                                                                         | - / FCR MARKETING | GMOコイン                                                                        | - / GMOコイン                | JTA                                  | - / FC RYUKYU バナナ unifrutti | 琉球銀行                         | 解禁前                      | sfida        |
| 2020 | （首里城のシルエット） REVIVE                                                                  | - / GMOコイン （通常） FCR MARKETING （チャリティー）                                                                                              | - / GMOコイン （通常） FCR MARKETING （チャリティー）                            | GMOコイン                    | - （通常） WELLWOOD （チャリティー） | JTA                            | 琉球銀行                         | -                           | sfida        |
| 2021 | MYNET                                                                                          | - / bitcoin | - / GMOコイン                                                                    | GMOコイン                    | - / WELLWOOD                         | JTA                            | 琉球銀行                         | - / e ㍿エントリー          | sfida        |
| 2022 | GMOコイン                                                                                      | - （通常） Orion （3rd） | - （通常） Orion （3rd）                                                         | MYNET                        | JTA                                  | 酒 豪 秘 伝                    | 琉球銀行                         | e ENTRY                     | sfida        |
| 2023 | GMOコイン                                                                                      | - | -                                                                                | 酒豪秘伝 KOUWA GROUP         | JTA                                  | 仲本工業                       | 琉球銀行                         | e ENTRY                     | sfida        |
| 2024 | GMOコイン                                                                                      | うむさん法人 | ドン!! （FP 1st） イーヤー サーサー （FP 2nd） わくわく （GK 1st） !? （GK 2nd） | バイトするなら e ENTRY       | JTA                                  | 仲本工業                       | 琉球銀行                         | （サッカーボールと ウサギ） | sfida        |
| 2025 | 面白法人 （通常仕様・4月・ 5月2nd） UNION （2・3月） 万博サウナ （5月1st） でらゲー （6・7月） | にょ! （通常仕様・4月・5月2nd） （ユニポンの イラスト） （2・3月） （「太陽のつぼみ」 のロゴ） （5月1st） （「ほしのすけ」の イラスト） （6・7月） | （ジンベーニョの イラスト）                                                      | UNKO MUSEUM 沖縄             | JTA                                  | 仲本工業                       | 琉球銀行                         | 那覇鋼材                    | sfida        |

## 公式応援ソング・ナビゲーター
- ORANGE RANGE 「Ryukyu Wind」

同グループによる、Jリーグクラブへの書き下ろし楽曲の提供は初めてとなる。なお、ORANGE RANGEは沖縄市の出身である。

### 応援ナビゲーター1期
- 見並里穂　-アイドルグループ透色ドロップメンバー
- Mei
- はるしゃ

### 応援ナビゲーター2期
- ひなじょー
- ミユ
- kana

## FCRコイン
FCRコインとはERC-20規格の暗号通貨である。2022年4月27日にGMOコインにて、日本2例目、プロスポーツクラブでは初となるIEOを通して発行された。FCRコインは、トークンパートナーとしての権利獲得、選手・クラブに対するコインの送付機能、クラブ運営における投票決議への参加権利、決済手段としての利用と沖縄地域経済の活性化などで使用される。

## メディア

### テレビ
- FC琉球 シンカTV （沖縄テレビ放送、土曜 11時15分 - 11時30分） - 原則シーズンオフは番組休止
- KICK OFF! OKINAWA (琉球放送、土曜 13時15分 - 13時30分)